# Placothuria huttoni
Placothuria huttoni är en sjögurkeart som först beskrevs av Arthur Dendy 1896.  Placothuria huttoni ingår i släktet Placothuria och familjen Placothuriidae. Inga underarter finns listade i Catalogue of Life.